# Pederfick
Der Pederfick (italienisch Pietrafitta) ist ein 3114 m s.l.m. hoher Berg im Stiereckkamm in den Laaser Bergen, einem Teil der Ortler-Alpen. Er liegt auf der Grenze der Gemeinden Laas und Prad im Vinschgau in der italienischen Provinz Südtirol und ist Teil des Nationalparks Stilfserjoch.

## Lage und Umgebung
Der Pederfick liegt südlich des Vinschgaus, östlich des Suldentals und nördlich des Razoitals, das ein kleines Seitental des Suldentals ist. Über den Stiereckkamm ist der Berg mit der Tschenglser Hochwand (3375 m) im Osten und mit dem Stierkopf (3008 m) und der 2601 m hohen Verborgenen Plais im Westen verbunden. Nördlich fällt er in einer 350 m hohen Felswand in eine Schutthalde ab, die im Osten von einem kleinen Grat und im Norden von der 2742 m hohen Wasserfallspitze, die dem Pederfick vorgelagert ist, begrenzt wird.

## Anstiege
Da die Ausgangspunkte für die Besteigung des Pederfick relativ niedrig (1600–1900 m) liegen, erfordert die Gipfeltour vor allem eine gute Kondition. Es gibt mehrere Aufstiegsrouten, die wiederum unter sich verschieden variiert werden können. Nachfolgend sind zwei grundlegende Aufstiegsrouten beschrieben. 
Der erste Ausgangspunkt für die Tour ist der Weiler Verklair, von dem aus man zuerst auf einer Forststraße, dann auf Weg Nr. 6A und schließlich auf Weg Nr. 6B zur Gampenalm gelangt. Von dort aus folgt man dem immer steiler werdenden Weg Nr. 3 zur Verborgenen Plais und anschließend zum Stiereck und Stierkopf, von wo ein leicht ausgesetzter Grat zum Gipfel des Pederfick führt.
Ein zweiter Aufstiegsweg beginnt in Außersulden, der zunächst variabel über die Wege 6, 22 oder 22A zur Vellnairalm und ab da über Weg Nr. 3A zur Gampenalm führt, bei der der Aufstieg wie bei der zuerst beschriebenen Aufstiegsroute weitergeht. 

## Karten
- Casa Editrice Tabacco, Tavagnacco: Carta topografica 1:25.000, Blatt 08, Ortles-Cevedale/Ortlergruppe
- Kompass Karten, Südtirol, Blatt 699 Karte 1, 1:50 000